# Lachenalia violacea
Lachenalia violacea är en sparrisväxtart som beskrevs av Nikolaus Joseph von Jacquin. Lachenalia violacea ingår i släktet Lachenalia och familjen sparrisväxter.

## Underarter
Arten delas in i följande underarter:
- L. v. glauca
- L. v. violacea